# Schwickartshausen
Schwickartshausen ist ein Stadtteil von Nidda im hessischen Wetteraukreis. Der Ort liegt in der nördlichen Wetterau, südöstlich von Nidda.

## Geschichte

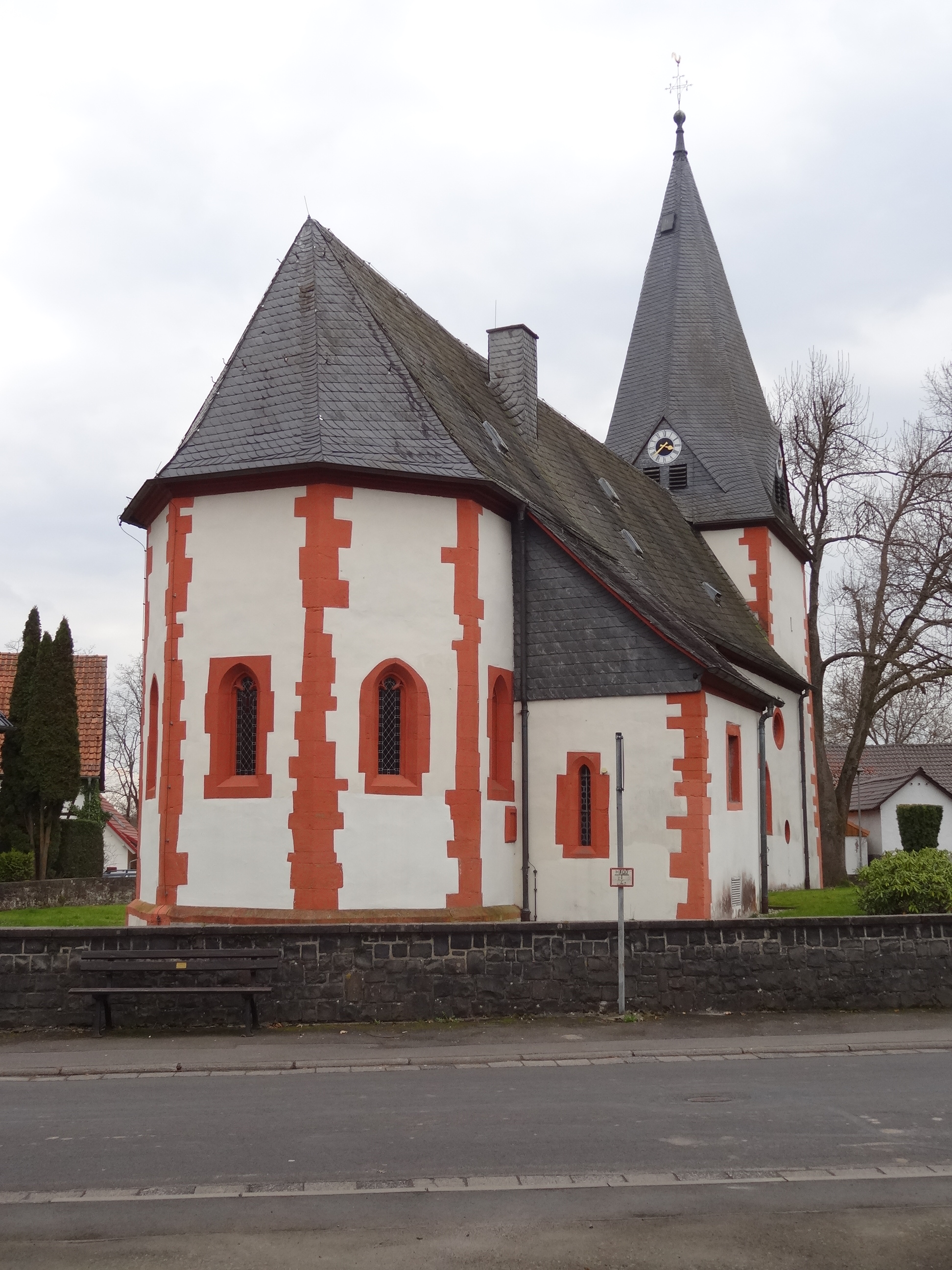
Evangelische Pfarrkirche

### Ortsgeschichte
Wahrscheinlich wurde der Ort schon von den Franken gegründet. Die älteste bekannte urkundliche Erwähnung werden Schwickartshausen und Burkhards in einer Urkunde der Abtei Fulda über die Gründung der Pfarrei Crainfeld aus dem Jahr 1011. Schwickartshausen wird dort als Swigershusum erwähnt.
Eine lange Zeit geläufige Datierung in das Jahr 1020 beruht auf keiner Verfälschung des Urkundentexts im Codex Eberhardi. Die Fälschungen des Mönchs Eberhard werden heute als „eher geringfügig“ erachtet.
Die genauere Jahresangabe 1011 konnte anhand einer Publikation aus dem Jahr 1607 des aus Nidda stammenden Johannes Pistorius der Jüngere erschlossen werden, der die wenige Jahre später im Dreißigjährigen Krieg vernichtete Originalurkunde noch einsehen konnte. Auch dieser Text war undatiert. Im Text ergibt sich das Datum aus der Angabe, dass zum Zeitpunkt der Beurkundung Erkanbald als Erzbischof von Mainz und zugleich als Abt von Fulda amtierte, während der im selben Jahr zum Abt gewählte Branthoh noch Propst war. Hierfür kommt nur das Jahr 1011 in Frage. Erkanbald musste seinen Versuch, auch das Amt des Abtes in Fulda zu behalten, noch 1011 aufgeben.
Die mitten im Dorf stehende evangelische Kirche stammt aus dem 13. Jahrhundert. Der Kirchturm ist im romanischen Stil erbaut.
Die Statistisch-topographisch-historische Beschreibung des Großherzogthums Hessen berichtet 1830 über Schwickartshausen:

„Schwickartshausen (L. Bez. Nidda) evangel. Pfarrdorf; liegt 1 1⁄2 St. von Nidda, in einem Thale, hat 1 Kirche, 54 Häuser und 287 Einwohner, die außer 1 Katholiken evangelisch sind. Unter den Einwohnern finden sich 40 Bauern und 15 Handwerker. – Der Ort kommt früher unter dem Namen Suvigereshusen vor. Die Kirche zu Crainfeld, welche 1020 von dem Mainzer Erzbischof Erkanbald, zu Ehren des heil. Udalrich geweiht wurde, war unter andern mit dem hiesigen Zehnten dotirt. Zur Kirche zu Schwickartshausen gehörte im 14. Jahrhundert die Kapelle zu Lißberg“

Hessische Gebietsreform (1970–1977)
Zum 31. Dezember 1971 wurde die bis dahin selbständige Gemeinde Schwickartshausen im Zuge der Gebietsreform in Hessen auf freiwilliger Basis in die Stadt Nidda eingegliedert.
Für Schwickartshausen wurde, wie für die übrigen Stadtteile von Nidda, ein Ortsbezirk mit Ortsbeirat und Ortsvorsteher nach der Hessischen Gemeindeordnung eingerichtet.

### Verwaltungsgeschichte im Überblick
Die folgende Liste zeigt die Staaten und Verwaltungseinheiten, denen Schwickartshausen angehört(e):
- vor 1567: Heiliges Römisches Reich, Landgrafschaft Hessen, Amt Lißberg
- ab 1567: Heiliges Römisches Reich, Amt Lißberg (Söhne der Margarethe von der Saale)[15]
- ab 1584: Heiliges Römisches Reich, Landgrafschaft Hessen-Marburg, Amt Lißberg
- 1604–1648: Heiliges Römisches Reich, strittig zwischen Landgrafschaft Hessen-Darmstadt und Landgrafschaft Hessen-Kassel (Hessenkrieg)
- ab 1604: Heiliges Römisches Reich, Landgrafschaft Hessen-Darmstadt,Oberfürstentum Hessen, Amt Lißberg[16]
- 1787: Heiliges Römisches Reich, Landgrafschaft Hessen-Darmstadt, Amt Nidda und Lißberg[17]
- ab 1806: Großherzogtum Hessen,[Anm. 2] Fürstentum Oberhessen, Amt Lißberg,[18] Unteramt Lißberg[19]
- ab 1815: Großherzogtum Hessen, Provinz Oberhessen, Amt Lißberg[20]
- ab 1821: Großherzogtum Hessen, Provinz Oberhessen, Landratsbezirk Nidda[21][Anm. 3]
- ab 1832: Großherzogtum Hessen, Provinz Oberhessen, Kreis Nidda
- ab 1848: Großherzogtum Hessen, Regierungsbezirk Nidda
- ab 1852: Großherzogtum Hessen, Provinz Oberhessen, Kreis Nidda
- ab 1867: Norddeutscher Bund,[Anm. 4] Großherzogtum Hessen, Provinz Oberhessen, Kreis Nidda
- ab 1871: Deutsches Reich, Großherzogtum Hessen, Provinz Oberhessen, Kreis Nidda
- ab 1874: Deutsches Reich, Großherzogtum Hessen, Provinz Oberhessen, Kreis Büdingen
- ab 1918: Deutsches Reich (Weimarer Republik), Volksstaat Hessen, Provinz Oberhessen, Kreis Büdingen
- ab 1938: Deutsches Reich, Volksstaat Hessen, Landkreis Büdingen[22][Anm. 5]
- ab 1945: Amerikanische Besatzungszone,[Anm. 6] Groß-Hessen, Regierungsbezirk Darmstadt, Landkreis Büdingen
- ab 1946: Amerikanische Besatzungszone, Hessen, Regierungsbezirk Darmstadt, Landkreis Büdingen
- ab 1949: Bundesrepublik Deutschland, Hessen, Regierungsbezirk Darmstadt, Landkreis Büdingen
- ab 1972: Bundesrepublik Deutschland, Hessen, Regierungsbezirk Darmstadt, Wetteraukreis, Stadt Nidda

## Bevölkerung

### Einwohnerstruktur 2011
Nach den Erhebungen des Zensus 2011 lebten am Stichtag dem 9. Mai 2011 in Schwickartshausen 243 Einwohner. Darunter waren 9 (3,7 %) Ausländer. Nach dem Lebensalter waren 42 Einwohner unter 18 Jahren, 99 waren zwischen 18 und 49, 60 zwischen 50 und 64 und 42 Einwohner waren älter. Die Einwohner lebten in 105 Haushalten. Davon waren 27 Singlehaushalte, 36 Paare ohne Kinder und 33 Paare mit Kindern, sowie 6 Alleinerziehende und keine Wohngemeinschaften. In nnn Haushalten lebten ausschließlich Senioren/-innen und in nnn Haushaltungen leben keine Senioren/-innen.

### Einwohnerzahlen
| • 1791: | 256 Einwohner                      |
| • 1800: | 256 Einwohner                      |
| • 1806: | 253 Einwohner, 46 Häuser           |
| • 1829: | 287 Einwohner, 54 Häuser           |
| • 1867: | 281 Einwohner, 54 bewohnte Gebäude |
| • 1875: | 272 Einwohner, 51 bewohnte Gebäude |

| Schwickartshausen: Einwohnerzahlen von 1791 bis 2022 | Schwickartshausen: Einwohnerzahlen von 1791 bis 2022 | Schwickartshausen: Einwohnerzahlen von 1791 bis 2022 | Schwickartshausen: Einwohnerzahlen von 1791 bis 2022 | Schwickartshausen: Einwohnerzahlen von 1791 bis 2022 |
| --- | ---------------------------------------------------- | ---------------------------------------------------- | ---------------------------------------------------- | ---------------------------------------------------- |
| Jahr |                                                      |                                                      |                                                      | Einwohner                                            |
| 1791 | 1791                                                 |                                                      | 256                                                  | 256                                                  |
| 1800 | 1800                                                 |                                                      | 256                                                  | 256                                                  |
| 1806 | 1806                                                 |                                                      | 253                                                  | 253                                                  |
| 1829 | 1829                                                 |                                                      | 287                                                  | 287                                                  |
| 1834 | 1834                                                 |                                                      | 285                                                  | 285                                                  |
| 1840 | 1840                                                 |                                                      | 314                                                  | 314                                                  |
| 1846 | 1846                                                 |                                                      | 307                                                  | 307                                                  |
| 1852 | 1852                                                 |                                                      | 313                                                  | 313                                                  |
| 1858 | 1858                                                 |                                                      | 281                                                  | 281                                                  |
| 1864 | 1864                                                 |                                                      | 294                                                  | 294                                                  |
| 1871 | 1871                                                 |                                                      | 283                                                  | 283                                                  |
| 1875 | 1875                                                 |                                                      | 272                                                  | 272                                                  |
| 1885 | 1885                                                 |                                                      | 292                                                  | 292                                                  |
| 1895 | 1895                                                 |                                                      | 272                                                  | 272                                                  |
| 1905 | 1905                                                 |                                                      | 267                                                  | 267                                                  |
| 1910 | 1910                                                 |                                                      | 269                                                  | 269                                                  |
| 1925 | 1925                                                 |                                                      | 255                                                  | 255                                                  |
| 1939 | 1939                                                 |                                                      | 231                                                  | 231                                                  |
| 1946 | 1946                                                 |                                                      | 391                                                  | 391                                                  |
| 1950 | 1950                                                 |                                                      | 367                                                  | 367                                                  |
| 1956 | 1956                                                 |                                                      | 281                                                  | 281                                                  |
| 1961 | 1961                                                 |                                                      | 257                                                  | 257                                                  |
| 1967 | 1967                                                 |                                                      | 269                                                  | 269                                                  |
| 1970 | 1970                                                 |                                                      | 241                                                  | 241                                                  |
| 1980 | 1980                                                 |                                                      | ?                                                    | ?                                                    |
| 1990 | 1990                                                 |                                                      | ?                                                    | ?                                                    |
| 1996 | 1996                                                 |                                                      | 289                                                  | 289                                                  |
| 2000 | 2000                                                 |                                                      | 286                                                  | 286                                                  |
| 2006 | 2006                                                 |                                                      | 284                                                  | 284                                                  |
| 2010 | 2010                                                 |                                                      | 270                                                  | 270                                                  |
| 2011 | 2011                                                 |                                                      | 243                                                  | 243                                                  |
| 2016 | 2016                                                 |                                                      | 242                                                  | 242                                                  |
| 2019 | 2019                                                 |                                                      | 249                                                  | 249                                                  |
| 2022 | 2022                                                 |                                                      | 248                                                  | 248                                                  |
| Datenquelle: Historisches Gemeindeverzeichnis für Hessen: Die Bevölkerung der Gemeinden 1834 bis 1967. Wiesbaden: Hessisches Statistisches Landesamt, 1968. Weitere Quellen: LAGIS; Stadt Nidda; Zensus 2011 |                                                      |                                                      |                                                      |                                                      |

### Historische Religionszugehörigkeit
| • 1829: | 324 evangelische, 2 katholische Einwohner                        |
| • 1961: | 249 evangelische (= 96,89 %), 5 katholische (= 1,95 %) Einwohner |

## Politik
Ortsvorsteherin ist Doris Kuhl (Stand April 2024).

## Kulturdenkmäler
Siehe: Liste der Kulturdenkmäler in Schwickartshausen

## Infrastruktur
- Den öffentlichen Personennahverkehr stellt die Regionalverkehr Kurhessen GmbH sicher.
- Im Ort gibt es einen Kindergarten.